# Wilhelm Theodor Söderberg
Wilhelm Theodor Söderberg, född 6 oktober 1845 i Össeby-Garns socken i Uppland, död 1 november 1922, var en svensk tonsättare, kyrkomusiker och musiklärare.
Theodor Söderberg var son till organisten Wilhelm Oscar Söderberg och studerade vid Stockholms musikkonservatorium, där han avlade organistexamen 1867 och dirigentexamen 1870. Han var musiklärare i Stockholm 1871–1873 och därefter organist i Karlshamn från 1873.
Söderberg var med och grundade Karlshamns musiksällskap 1876 och var dess första dirigent 1876–1911. Han var pianolärare till Alice Tegnér.

## Psalmer
- Ack, varför nu sörja?
- En morgon utan synd jag vakna får, Nr 494 i Hemlandssånger 1891
- Fröjdas vart sinne
- Fort skynden alla
- Gud är trofast, o min själ
- Jag har i himlen en vän så god
- Jag kom till korset och såg en man
- Lev för Jesus, intet annat
- Låt mig börja med dig
- Modersvingen
- På Sions berg